# Sibirski sulec
Sibirski sulec (znanstveno ime Hucho taimen) je sladkovodna riba, ki se nahaja na območju Rusije in je iz družine postrvi.

## Opis
Je največji predstavnik sulcev na svetu. Po fizionomiji je zelo podoben sulcu, kakršnega poznamo na Slovenskem. Razlikuje se po velikosti in v barvi repa, ki pri sibirskem sulcu prehaja v rdečo. Ima značilno veliko glavo, z velikimi usti in zobmi, po telesu pa značilne črne pike. Odrasli primerki so veliki preko 1 metra in težki med 30 in 50 kg, v sibirskih rekah tudi preko 80 kg. Leta 1988 je bil na reki Kotui ulovljen največji primerek velik 210 cm in težak 105 kg. Lahko dočaka starost tudi preko 55 let.

## Razširjenost in uporabnost
Razširjen je po celotnem sibirskem porečju, od Volge, preko Urala, Oba, Jeniseja, Selenge, Lene, pa vse do Amurja. Tako kot sulec (znanstveno ime Hucho hucho) živi tudi sibirski sulec v hitrih in bolj hitrih predelih rek.
Kot je za športni ribolov zanimiv sulec, je sibirski sulec še toliko bolj zanimiv, zaradi njegove velikosti. Poseben izziv za športne ribiče pa je ulov s tehniko muharjenja.

## Prehranjevanje
Je riba plenilka, ki se večinoma hrani z ostalimi vrstami rib. Večji primerki lahko uplenijo tudi manjše sesalce in ptice.